# Финно-угроведение
Фи́нно-угрове́дение — комплексная дисциплина, предметом которой является описательное и сравнительно-историческое изучение языков и культур финно-угорских народов, или, в более широком понимании, всех народов уральской языковой семьи, в т. ч. самодийских. В последнем случае понятия «финно-угроведение» и «уралистика» выступают как равнозначные.
Отправными точками для формирования сравнительного финно-угроведения и тем самым для выделения его как самостоятельной дисциплины были гипотезы о восточном происхождении венгров и их языковом родстве с Обскими уграми (XV—XVI вв., Энеа Сильвио Пикколомини, он же Папа Пий II, Мацей из Мехова, З. Герберштейн), о финно-венгерском родстве (сер. XVII в., Б. Шютте, М. Фогелиус, Г. Стьерньельм), обнаружение родства прибалтийско-финских языков между собой и с саамским языком. Сведения о волжских, пермских, обско-угорских и самодийских языках (в частности, краткие списки слов) впервые стали доступны европейской науке в конце XVII века благодаря голландскому путешественнику и учёному Н. К. Витзену.
Позднее существенный вклад в финно-угроведение внесли такие учёные-филологи как Матиас Кастрен, Андрей Шёгрен, Эмиль Сетяля, Август Альквист и Эркки Итконен, российский учёный Ф. И. Видеман, венгр Г. Берецки.
В советской этноисторической литературе крупнейшим знатоком финно-угорских языков Д. В. Бубрихом защищалась точка зрения, согласно которой народы, говорящие на языках угро-финской языковой семьи, образуют определённое единство. На этом основании Д. В. Бубрих выдвигал необходимость создания комплексной историко-лингвистической дисциплины для изучения угро-финских народов и присвоил ей наименование советского финно-угроведения.